# Федоро-Михайлівка
Фе́доро-Миха́йлівка —  село в Україні, в Єланецькій селищній громаді Вознесенського району Миколаївської області. Населення становить 235 осіб. До 2020 року орган місцевого самоврядування — Нововасилівська сільська рада.

## Населення

### Мова
Розподіл населення за рідною мовою за даними перепису 2001 року:
| Мова            | Кількість | Відсоток |
| --------------- | --------- | -------- |
| українська      | 195       | 82.98%   |
| румунська       | 17        | 7.23%    |
| російська       | 13        | 5.53%    |
| вірменська      | 7         | 2.98%    |
| білоруська      | 2         | 0.85%    |
| інші/не вказали | 1         | 0.43%    |
| Усього          | 235       | 100%     |